# 山蓝鸭
（学名：Hymenolaimus malacorhynchos；英语：Blue Duck、Mountain Duck、Blue Mountain Duck；毛利语：Whio）是鸭科山藍鴨屬（Hymenolaimus）的唯一一种生物，仅见于新西兰，新西兰十元纸币上印着的鸟就是它。它在新西兰以其毛利语名“Whio”（发音近似fee-o）知名，这个词描述的是其雄鸟尖锐的叫声。

## 形态

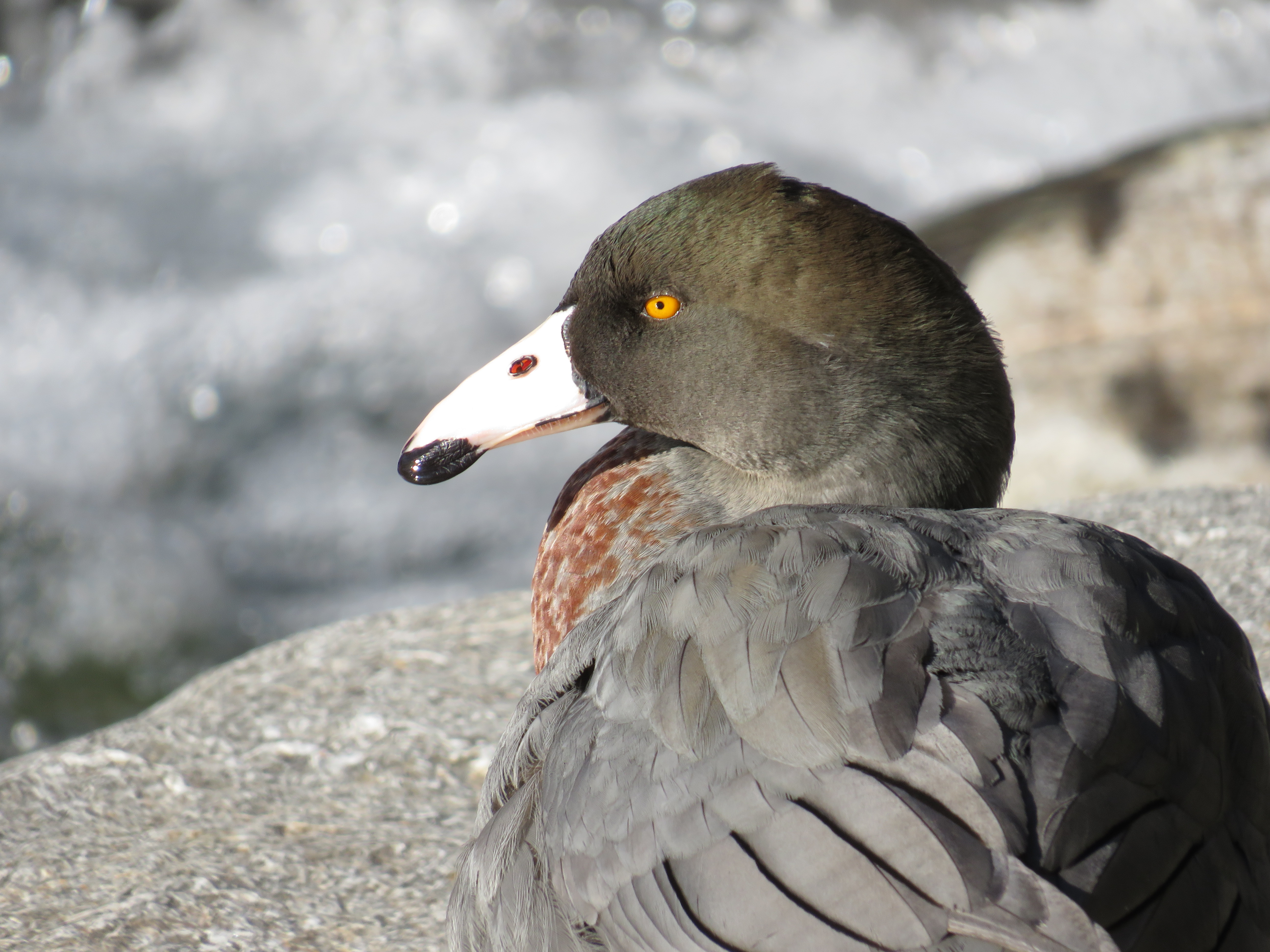
米科努伊河河畔的山蓝鸭

体长53—54 cm（21—21英寸），雌性较小，重680—870 g（24—31 oz），雄性重820—1,077 g（28.9—38.0 oz）。两性的羽毛颜色区别不大，只不过雌鸟胸部的栗色会浅一些。

## 扩展阅读
- Adams, J.; Cunningham, D.; Molloy, J.; Phillipson, S.  (PDF). Wellington, New Zealand: Department of Conservation. 1997  [7 November 2007]. （原始内容 (PDF)存档于2012-10-14）.
- Whitehead, A.; Edge, K.; Smart, A.; Hill, G.; Willans, M. . Biological Conservation. 2008, 141 (11): 2784–2794. doi:10.1016/j.biocon.2008.08.013.
- Whitehead, A.; Elliott, G.; McIntosh, A. . Austral Ecology. 2010, 35 (7): 722–730. doi:10.1111/j.1442-9993.2009.02079.x.